# NGC 6986
NGC 6986 is een elliptisch sterrenstelsel in het sterrenbeeld Steenbok. Het hemelobject werd in 1886 ontdekt door de Amerikaanse astronoom Francis Preserved Leavenworth.

## Synoniemen
- ESO 598-7
- MCG -3-53-11
- NPM1G -18.0530
- PGC 65750